# Contea di Camden (Missouri)
La contea di Camden in inglese Camden County è una contea dello Stato del Missouri, negli Stati Uniti. La popolazione al censimento del 2000 era di 37 051 abitanti. Il capoluogo di contea è Camdenton